# داوید آنانون
داوید آنانون (به ارمنی:Դավիթ Անանուն)(زادهٔ ۲ مارس ۱۸۸۰ – درگذشته در ۱۹۴۲) با نام مستعار داوید تر-دانیلیان (آنانون به معنای «مجهول» در زبان ارمنی)، یک تاریخ‌نگار، روزنامه‌نگار و فعال سوسیالیست ارمنی در اوایل قرن بیستم بود. او یکی از رهبران اصلی و ایدئولوگ‌های سازمان سوسیال‌دموکرات کارگری ارمنستان (که همچنین به عنوان اسپسیفیست‌ها شناخته می‌شود) بود.

## زندگی‌نامه
داوید هوهانسی تر-دانیلیان در سال ۱۸۸۰ در منطقه قره‌باغ کوهستانی، در روستای متس شن در استان الیزابت‌پول واقع در امپراتوری روسیه به دنیا آمد. او کوچک‌ترین فرزند خانواده‌اش بود و دو خواهر و یک برادر داشت. او برای تحصیل به مدرسه شوشی فرستاده شد، اگرچه به دلیل مشکلات مالی خانواده‌اش نتوانست تحصیلات خود را ادامه دهد.
پس از اتمام مدرسه، آنانون به باکو رفت، جایی که از سال ۱۸۹۸ در دفتر یک پالایشگاه نفت در بالاخانی کار می‌کرد. از سپتامبر ۱۹۰۸ تا ژوئیه ۱۹۱۸، او به عنوان دبیر در دفتر جراحات کارگران وابسته به شورای تولیدکنندگان نفت باکو مشغول به کار بود.
آنانون در سال‌های دانشجویی خود از حامیان اتحادیه انقلابی ارمنی بود و پس از نقل مکان به باکو عضو این حزب شد. او تا حدود سال ۱۹۰۳ در این حزب باقی ماند و زمانی که به مخالفت با امتناع حزب از شرکت در جنبش در حال رشد کارگری در امپراتوری روسیه پرداخت، حزب را ترک کرد. سپس او از اواسط ۱۹۰۳ تا اواخر ۱۹۰۵ عضو حزب سوسیال دموکرات هنچاکیان شد.
پس از ترک حزب هنچاکیان، او به سازمان سوسیال‌دموکرات کارگری ارمنستان پیوست. در مدت زمان کوتاهی، آنانون به یکی از رهبران و ایدئولوگ‌های اصلی حزب تبدیل شد.
آنانون به عنوان یک نویسنده برای مطبوعات ارمنی شهرت یافت. او برای روزنامه‌های مختلف می‌نوشت و آن‌ها را ویرایش می‌کرد. در آن جا مقالاتی دربارهٔ سوسیالیسم، شرایط کارگران و تحولات اجتماعی-اقتصادی، در میان دیگر موضوعات منتشر می‌کرد و همچنین ترجمه‌هایی از ادبیات و شعر خارجی منتشر می‌کرد. در سال ۱۹۱۶، او اولین جلد از مهم‌ترین اثر خود به نام توسعه اجتماعی ارمنیان روسی (به ارمنی:Ռուսահայերի հասարակական զարգացումը) را منتشر کرد که جلدهای دوم و سوم آن به ترتیب در سال‌های ۱۹۲۲ و ۱۹۲۶ منتشر شدند.
در طول خشونت‌های بین‌قومی در باکو در مارس ۱۹۱۸، آنانون سرپرست کمیته امداد انسانی بود. در ژوئیه ۱۹۱۸، او با گروهی از دوستان خود باکو را ترک کرد. او توسط مقامات بلشویکی در قفقاز شمالی دستگیر شد، اما به لطف تلاش‌های واهان دریان آزاد شد و پس از آن به تفلیس و سپس به قره‌باغ رفت. در ژوئن ۱۹۱۹، او به ایروان رفت، جایی که در اداره مهاجرت و بازسازی جمهوری مستقل ارمنستان تازه تأسیس مشغول به کار شد و سازمان سوسیال‌دموکرات کارگری ارمنستان را به عنوان یک حزب مخالف در ارمنستان دوباره تشکیل داد. آنانون همچنین رئیس یک اتحادیه هم‌میهنان ارمنی قره‌باغ بود و به‌طور فعال خواستار اتحاد قره‌باغ با ارمنستان مستقل بود.
پس از استقرار حاکمیت شوروی در ارمنستان در دسامبر ۱۹۲۰، برخلاف بسیاری از دیگر اعضای سازمان سوسیال‌دموکرات کارگری ارمنستان، آنانون دستگیر نشد، این موضوع احتمالاً به دلیل ارتباط او با بلشویک ارمنی تأثیرگذار (و عضو سابق اسپسیفیست) آشوت هوهانیسیان بود.
پس از مدت کوتاهی در یک سِمت در کمیساریای مردمی تأمین غذای ارمنستان شوروی، آنانون فعالیت‌های علمی خود را در مؤسسه فرهنگی-تاریخی اچمیادزین (پیشگام ماتناداران) از سر گرفت. در فوریه ۱۹۲۳ او به عنوان مدیر موزه انقلاب ارمنستان شوروی منصوب شد. پس از مرگ الکساندر میاسنیکیان در ۱۹۲۵، موقعیت اعضای سابق اسپسیفیست‌ها در ارمنستان به‌طور فزاینده‌ای ناامن شد. آنانون در نوامبر ۱۹۲۶ از سمت خود در موزه انقلاب برکنار شد. در ژوئیه ۱۹۲۷، او در تفلیس دستگیر شد و ده روز بعد، رهبر ارمنستان شوروی هایک هوسپیان مقاله‌ای منتشر کرد که در آن آنانون را دشمن قسم‌خورده قدرت شوروی در ارمنستان خواند. در آوریل ۱۹۲۸، او به دستور ویژه اداره سیاسی دولتی مشترک به سه سال تبعید محکوم شد. داوید آنانون پانزده سال بعدی را در تبعید اجباری در نقاط مختلف جمهوری سوسیالیستی فدراتیو شوروی روسیه گذراند. او در سال ۱۹۴۳ در یک اردوگاه زندانی در آستراخان درگذشت.